# Jitka Zetková
Jitka Zetková (* 28. března 1943 Těšínky) je bývalá česká a československá politička KSČ, po sametové revoluci česká ministryně – předsedkyně Výboru lidové kontroly ČSR.

## Biografie
V roce 1965 absolvovala Fakultu provozní ekonomie Vysoké školy zemědělské v Praze. Po dvacet let potom působila v družstevních podnicích. V letech 1966–1969 byla ekonomkou Okresního výstavbového družstva Kolín, následně v období let 1969–1989 pracovala jako ekonomka Českého svazu bytových družstev v Praze a v letech 1989–1990 byla ekonomickou náměstkyní bytového družstva Pokrok.
Po sametové revoluci se zapojila do politiky. 6. února 1990 byla jmenována ministryní – předsedkyní Výboru lidové kontroly ČSR ve vládě Petra Pitharta. Portfolio si udržela do konce existence této vlády, tedy do 29. června 1990.
Ve volbách v roce 1990 měla vést pražskou kandidátní listinu KSČ do Sněmovny národů Federálního shromáždění. Několik týdnů před volbami, ale svou kandidaturu stáhla s tím, že oblast kontroly, kterou vykonává ve vládě, by měla být apolitická. Prohlásila, že „V této vládě jsem jako členka KSČ přijala funkci ministryně kontroly s odhodláním dostát nejvyšším nárokům profesionality. Náročnost, odpovědnost a nezbytnost nestrannosti kontrolní práce v poslední době mě přivedla k závěru, že její objektivní výkon není v současnosti slučitelný s výkonem jakékoli politické funkce.“
V březnu 1991 byla odvolána z funkce zmocněnkyně vlády ČR pro koordinaci přípravy koncepce státní bytové politiky.